# Panzanella
La panzanella, également appelée pansanella ou panmolle ou panmòllo ou pane 'nzuppo, est une salade à base de pain, d'oignons et de tomates. C'est un plat typique de toute l'Italie centrale, de la Toscane, aux Marches, à l'Ombrie, au Latium et aux Abruzzes.

## Histoire
Selon une légende du XIVe siècle, la panzanella serait un cadeau du bienheureux marchand siennois Jean Colombini. En mouillant de ses larmes un croûton de pain et un olivier sec, il put nourrir les démunis qui le suivaient d'un pain salé à l'huile d'olive.
Le pan lavato (pain lavé) est cité dans le Décaméron (1349-1353) de Boccace et contribue à redonner espoir à une femme affligée de mille maux.
Au XVIe siècle,  le peintre et poète Bronzino fait les louanges d'oignons à l'huile et au vinaigre servis sur des tranches de pain et, une page plus tard, il parle d'une salade de concombres, oignons et pourpier,. Cela est souvent interprété comme une description de la panzanella.
La panzanella était à base d'oignons et non de tomates jusqu'au XXe siècle.
On pense que le nom est un mot-valise de « pane », mot italien pour le pain, et « zanella », l'assiette profonde dans laquelle elle est servie.

## Caractéristiques
Composée principalement de pain, d'oignons et de tomates, la panzanella est à base de pain toscan rassis (ramolli par immersion dans l'eau), de tomates, de rondelles d'oignons rouges et de basilic, assaisonnée d'huile d'olive, de vinaigre et d'un peu de sel. Comme tous les plats pauvres et populaires, qui autrefois étaient préparés avec ce qui était disponible, à l'heure actuelle, il n'existe pas de recette unique codifiée. 
En Toscane et en Ombrie, le pain est mis à tremper dans l'eau puis pressé jusqu'à ce qu'il s'effrite et soit cassé en morceaux pour le mélanger avec les autres ingrédients ; dans les Marches, les tranches de pain rassis sont trempées mais non émiettées et les autres ingrédients sont placés dessus comme s'il s'agissait de bruschetta.
Le plat est servi très frais; selon certains il est même conseillé de le laisser reposer quelques heures au réfrigérateur avant de le servir, aussi pour laisser le pain absorber les saveurs des autres ingrédients.
Consommée de préférence en été, aussi parce que c'est la période où les légumes dont elle est composée se trouvent facilement, elle constitue un bon plat unique.

## Diffusion
La panzanella est répandue dans toute la Toscane, jusqu'à Lucques, Viareggio et Bagni di Lucca, ainsi que plus au nord (Lunigiana, Versilia et Garfagnana). Comme l'ont découvert les chercheurs de l'université de Florence qui ont rédigé l'Atlas lexical toscan, ce n'est pas un plat traditionnel. À partir de Camaiore et Pescaglia, panzanella signifie « pâte à pain frite dans l'huile chaude », l'équivalent du sgabeo. En Ombrie, le plat est répandu sur tout le territoire.

## Variantes

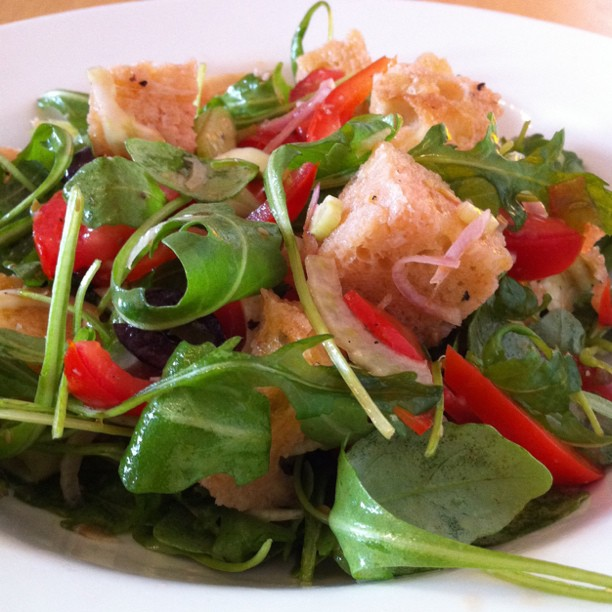
Une variante de la panzanella.

Certaines variantes sont reconnues comme canoniques, comme l'ajout de concombre, d'autres plus liées à l'inspiration du cuisinier, comme l'utilisation, par exemple, d'olives, d'œufs durs (par exemple en meules en garniture) et de thon. D'autres ingrédients, qui associent ce plat à une autre recette typique de l'été italien, la salade de riz, peuvent être des carottes, du fenouil, du maïs, du céleri, des poivrons crus, des saucisses de Francfort, de la mozzarella, divers types de fromages, des légumes à l'huile, des cornichons, des haricots borlotti ainsi que des herbes pour la saveur, comme l'origan, le ciboulette, etc.
En Ombrie, elle est agrémentée de cipollotto nocerino (petit oignon doux), de fines côtes de sedano nero (céleri noir) di Trevi, et de petites rondelles de carottes.
Dans les Marches, l'herbe aromatique mentuccia peut remplacer le basilic et on y ajoute de l'ail emincé et des feuilles de laitue ou du persil.
Dans le Latium, le pain est du pane casareccio di Genzano IGP à la croûte foncée, la mie moelleuse et aérée et aux parfums de céréales. On dispose ses grosses tranches imbibées d'eau au fond des assiettes, puis on les recouvre de tomate, de concombre, d'oignon et, souvent, de câpres.
Elle est dite aussi panzanella alla marinara lorsqu'elle s'accompagne d'anchois et/ou de thon.